# Ozraptor
Ozraptor (Ozraptor subotaii) – teropod z nadrodziny abelizauroidów (Abelisauroidea).
Nazwa rodzajowa oznacza "Rabuś z Oz" ("Oz" to potoczna nazwa Australii). Żył w epoce środkowej jury (ok. 177-169 mln lat temu) na terenach Australii.